# Джабар
Джабар (на арабски: قلعة جعبر) е средновековен замък близо до левия бряг на язовир Асад в провинция Ар-Ракка, Сирия. Преди построяването на язовира замъкът се намира на сух хълм с изглед към долината на Ефрат, но днес е по-скоро върху остров, до който може да се стигне по изкуствен насип. Въпреки че укрепване на хълма започва още през VII век, сегашните структури са преди всичко резултат от работата на Нур ад-Дин Зенги, който преустройва замъка през 1168 година. След рухването на Османската империя Джабар е турски ексклав. От 1965 започват разкопки в и около замъка, както и възстановителни дейности на стените и кулите.

## История

### Предистория
Не е известно точно кога на билото на хълма се появява първото укрепление. Мястото е известно като „Давсар“ в доислямския период и е разположено по протежение на пътя, свързващ Ар-Ракка със западните територии.

### След XI век
Замъкът е построен по построен от арабското племе Бану Нумайр през XI век. Историческите източници съобщават, че замъкът е бил отстъпен от Малик Шах I на укайлидите през 1086 година. Те държат укреплението почти непрекъснато до края на XII век, с изключение на кратък период на контрол от кръстоносците през 1102 г. През 1146 г. Имад ад-Дин Зенги е убит от един от собствените си роби в замъка Джабар. През 1168 г. укреплението е в ръцете на сина му Нур ад-Дин, който започва основни строителни работи. Голяма част от това, което може да се види и днес, е построено в този период. Замъкът е разрушен по време на монголската инвазия в Сирия. Укрепителни работи са проведени отново през XIV век.

### Гробницата на Сюлейман Шах
Според преданието Сюлейман Шах, дядо на Осман I (родоначалник на Османската империя), се удавя в Ефрат близо до Джабар и е погребан до замъка. Вероятно тази история е резултат от объркване между Сюлейман Шах, и Сюлейман ибн Куталмиш, основател на селджукския Иконийски султанат. Това води до несигурност в твърдението, че изградената гробница, известна като Mezār-i Türk, трябва да се свързна с един от тези двама владетели. Османският султан Абдул Хамид II поръчва нейната реконструкция. В края на Първата световна война в съответствие с член 9 от договора в Анкара през 1921 г. районът става територия на Турция и е позволено на турски войници да пазят гробницата, след като Сирия е създадена под френски мандат. През 1973 г. в отговор на повишаване на нивото на водата на новосъздадения язовир Асад, гробът на Сюлейман Шах и свързания ексклав е преместен на ново място на север, а самият замък става сирийска територия.

### Сирийската Гражданска Война
По време на сирийската Гражданска война, Ислямска държава в Ирак и Леванта превзема замъка като част от проведената през 2014 офанзива в Сирия. Сирийски сили си връщат контрол над територията на 6 януари 2017 г. в рамките на офанзивата Ракка.

## Архитектура
Джабар има размери 370x170 m и се състои от каменни стени с 35 бастиона около каменно ядрото, частично заобиколен от сух ров. Планът на замъка много прилича на значително по-добре запазената Цитадела на Алепо. В горната част на замъка за градеж са използвани печени тухли. От вътрешната страна на входа на замъка има рампа, издълбана в скалата. Вътре в замъка се намират останки от сводеста зала, както и минаре, което е построено най-вероятно от Нур ад-Дин и представлява най-високата част на крепостта. Зидарията, видима в момента, е реставрирана след обстойни възстановителни работи на сирийската Генерална дирекция за антики и музеи.

## Реставрация и разкопки
През 1968 г. строителството на язовир Табка заплашва да залее площите нагоре по течението на реката, което стимулира разкопки и реставрационни работи на много места в региона. Джабар е на значителна височина и не се наводнява, превръщайки се в крайна сметка в замък на остров. Реставрационните дейности са извършени в периода между 1965 и 1974 г. от Генералната дирекция за антики и музеи, Генерална дирекция „Язовири“ и ЮНЕСКО и е на обща стойност 4 милиона сирийски паунда. Работата по възстановяване и консервация е насочена на първо място към източните стени и кули. Възстановена е и част от западната крепостна стена, както и донжонът, който е предназначен за музей на археологическите разкопки от замъка. За да се улесни реставрационната дейност, в замъка е създадена малка тухлена фабрика, като находките преди това се част от колекцията на Националния музей на Алепо и Ракка.

## По-нататъшно четене
- Tonghini, Cristina. Qal'at Ja'bar pottery: a study of a Syrian fortified site of the late 11th-14th centuries. Т. 11.   Oxford, Oxford University Press, 1998. ISBN 0-19-727010-7.
- Dussaud, René. La Syrie antique et médiévale illustrée. Т. 17.   Paris, P. Geuthner, 1931. OCLC 610530151.

|  | Тази страница частично или изцяло представлява превод на страницата Qal'at Ja'bar в Уикипедия на английски. Оригиналният текст, както и този превод, са защитени от Лиценза „Криейтив Комънс – Признание – Споделяне на споделеното“, а за съдържание, създадено преди юни 2009 година – от Лиценза за свободна документация на ГНУ. Прегледайте историята на редакциите на оригиналната страница, както и на преводната страница, за да видите списъка на съавторите. ВАЖНО: Този шаблон се отнася единствено до авторските права върху съдържанието на статията. Добавянето му не отменя изискването да се посочват конкретни източници на твърденията, които да бъдат благонадеждни. |